# Ninhada (Marvel)
A Ninhada são seres que moram no espaço. Eles são vilões da Marvel Comics e já criaram problemas para os X-Men , Vingadores e Quarteto Fantástico.Foram inspirados nas criaturas da franquia Alien. 

## História
O planeta de origem desta espécie é desconhecido, sendo encontrados pela primeira vez pelo Shi’ar há muitos anos, quando começaram a infestar muitos mundos na fronteira do império.
Passaram a ser uma das espécies mais temidas e odiadas pelos Shi’ar.
Foi também neste período de contato com os Shi’ar que a ninhada encontrou os Acanti. Está é uma espécie semelhante a baleias e capazes de sobreviver aos rigores do espaço sideral, passando a infesta-las como parasitas e usando-as como naves para colonizar novos planetas
Eles já infectaram personagens como a vilã Rapina e o herói Motoqueiro Fantasma, este último estava com os X-Men no momento em que lutaram.
Eles entraram mais uma vez na Terra, mas dessa vez foi a Miss Marvel que avistou e tentou impedir sua invasão.

## Características físicas
A raça possui um exoesqueleto semelhante aos insetos, que tem função de proteção, tornando-os muito mais resistente a injúrias ambientais e a agressões. São muito fortes e resistentes. A ninhada possui garras, mandibulas e ferrões duplos na cauda, usados para o ataque a outros seres.
Os ferrões podem conter parasitas ou veneno que são aplicados em seus adversários.
Seus crânios são triangulares e achatados, com grandes pares de olhos. Apresentam manchas na testa que formam desenhos especificos caracteristicos de cada clã de onde surgiu e que os identificam como indivíduos únicos dentro de seu grupo.
A espécie têm três pares de membros, sendo o par dianteiro tentáculos longos e capazes de manipular objetos.
Possuem também um par de asas que os permite voar quando necessário.

## Reprodução
A reprodução desta espécie é assexuada ocorrendo com a implantação de um ovo no interior de uma outra espécie hospedeira. Quando o ovo se tornar um embrião, rapidamente irá alterar a personalidade do hospedeiro tornando-o suceptivel ao controle da rainha.
Tendo o embrião completado seu desenvolvimento total, o hospedeiro é transformado em um membro com as mesmas características da espécie.

## Forma
Um membro da ninhada tem a capacidade de alterar sua forma, podendo manter a forma de sua espécie ou se assim desejar a forma da espécie hospedeira, permitindo assim uma eficiente camuflagem na caça de novos hospedeiros.
Existe ainda a possibilidade de manter uma forma intermediária com características do hospedeiro e da ninhada

## Conhecimento
É uma espécie agressiva e altamente capaz, onde seus membros desde o seu “nascimento” possuem amplas capacidades de sobrevivencia. Aliado ao grande senso de sobrevivência existe um aprendizado genético onde ao se desenvolver o novo membro da ninhada adquire a capacidade e os conhecimentos de seu hospedeiro como sendo as dele, assim como muitas das vezes a personalidade.
A espécie ainda conta com um baixo nível telepático de informação onde os membros filhotes estão sempre em constante troca de informação com a Rainha, permitindo ter acesso a todas as informações da espécie.

## Civilização
Sua civilização está baseada no conceito semelhante ao dos insetos terrestres, tais como as formigas, onde a rainha possui o controle absoluto sobre os demais membros de sua colônia.
Todos os demais membros desta sociedade são considerados zangões e vivem para servir e se necessário morrer pela rainha.
Este controle absoluto de uma rainha para com sua colônia também as impede de cooperação com outras rainhas, sendo que após o nascimento de uma nova rainha, está é expulsa da colônia para formar sua própria prole.